# Gladebeck
Gladebeck ist der größte Ortsteil der Kleinstadt Hardegsen im Landkreis Northeim in Niedersachsen.

## Lage

Blick von der Weinberghütte nach Nordnordosten auf Gladebeck

Gladebeck liegt am Südostrand des Sollings am Westrand des Leinetals zwischen Hardegsen und Göttingen an der L556. Die Nachbarorte sind Hevensen im Nordosten, Asche im Westen und Harste im Süden. Der Ort erstreckt sich auf die unteren Hänge des südlich gelegenen Weinbergs (244 m ü. NN) und des nordwestlich gelegenen Gladebergs (360,2 m), während die Landschaft nach Westen zum Leinetal und nach Norden zum Tal der Espolde und in weiterer Entfernung der Moore nur wenig abfällt und eher flachhügelig ist. Der Ortskern liegt auf einer Höhe von etwa 165 m ü. NN, das bebaute Ortsgebiet erstreckt sich von 150 m ü. NN im Osten am Sportplatz bis 210 m ü. NN am Hang des Weinbergs.

## Name
Der Ortsname erscheint zuerst Anfang des 11. Jahrhunderts in der Form Gledabiki. Weitere frühere Namensformen sind Gladebike (1184), Gladebeke (um 1229), Gladenbeke (1266), Glatteke (1318), Glabeck (um 1583), Glake (um 1588) und Glaak (1646). In der heutigen Form wird der Ortsname erstmals 1497 genannt. Der Name setzt sich zusammen aus einem Bestimmungswort, das mit dem heutigen „glatt“ verwandt ist, aber auch „glänzend“ bedeuten kann, und dem Grundwort -beke ‚Bach‘. Die niederdeutsche Dialektform des Namens lautet ebenso wie die Bezeichnung des Gladebachs Chlake (1972).

## Geschichte
Gladebecks erste urkundliche Erwähnung stammt aus der Vita Meinwerci, in der ein Edelherr namens Richard Erb- und Eigenbesitz zugunsten seines Seelenheils an die Paderborner Kirche überträgt. Sie belegt die Existenz des Ortes in der Zeit um 1015–1036. Der Ort wird dort Gledabiki genannt. Der Ort lag im Mittelalter an einer wichtigen Straßenverbindung von Hann. Münden über Göttingen und Einbeck nach Hannover und Hameln.
Der Ort war Standort einer Burg, deren Ursprünge unbekannt sind, die aber 1427 an die Herzöge von Braunschweig-Lüneburg fiel und an verschiedene Adelsgeschlechter verlehnt war. Vormals war die Burg im Besitz des Rittergeschlechtes von Gladebeck, deren erste Nennung 1233 in einer Urkunde von Ludolf und Gottschalk von Plesse stattfindet, in welcher ein Hermannus de Gladenbeke als Zeuge genannt wird. Die Herkunft der Herren von Gladebeck liegt vermutlich in der Stadt Goslar, in der ihr Stammvater Bezelinus in einer Urkunde 1108 als Bürger angegeben wird. Man geht davon aus, dass sein Sohn Bezelin zwischen den Jahren 1160 und 1180 Herr auf dem plessischen Edelhofe in Gladebeck geworden ist, da er sich 1180 Bezelin von Gladebeke nannte.
Zu der Zeit ihrer ersten urkundlichen Erwähnung besaßen die Herren von Gladebeck einen Edelhof im Ort, sowie 16 Hufen Land, das sie von den Herren zu Plesse als Lehen erhalten hatten. Die Welfen versuchten im Verlauf des 14. Jahrhunderts mehr Einfluss im Gebiet um Gladebeck zu gewinnen, so begannen sie Lehen an die Herren von Gladebeck auszugeben. 1315 erhielt Heidenrike dictus strues das Dorf Schlarpe, vier Jahre später kam das Dorf Bredenbeck und Glatteke sowie vermutlich das adlige Gericht in Gladebeck hinzu, eine Wiederholung dieser Übertragungsbestätigungen erfolgte im Jahre 1345. Weitere Angehörige des Geschlechts von Gladebeck erhielten Lehen in Harste, Lödingsen und Bühren. 1356 mussten die von Gladebeck jedoch die Lehnshoheit Herzog Ernsts über die Lehen und Eigengüter in Harste anerkennen. Im Jahre 1427 umfasste der Besitz der Edelherren von Plesse insgesamt den freien Burghof mit 12 Hufen Land, die Weideberechtigung auf den Angern der Gemeinde, die Mühle und 7 Hufen Wald im Hainholz sowie im Bodenknüll, welche sie mit der zunehmenden Einflussnahme der Welfen 1501 aufgeben mussten und ihren Herrensitz in Gladebeck gegen den auf der Burg Plesse eintauschten. Nachdem das Geschlecht der Gladebecker 1703 mit dem Tod Adolf Friederich von Gladebeck erloschen war, ging der Besitz derer von Gladebeck als Lehen an die Familie Bodemeyer über, welche seit 1445 zu den Göttinger Patrizier-Geschlechtern zählte. Die Einwohnerschaft Gladebecks wuchs vor allem zum Ende des Mittelalters hin rasch an, was zudem eine Zunahme am Bestand des Nutzviehs mit sich brachte. Zum Weiden des Viehs trieb man die Tiere auf die gemeinschaftlich mit den umliegenden Orten genutzten Grasflächen, die jedoch, bedingt durch die Zunahme an Tieren, erheblich abnahm. Eine Folge davon waren aufkommende Grenzstreitigkeiten über den Verlauf der Flure, ein Beispiel war der Anger des Hitzelbrinks, der 1583 durch fürstliches Urteil im Verhältnis 3:1 Gladebeck gegenüber Hevensen zugesprochen wurde.
1860 erfolgte die Auflösung des Ritterguts und die Aufteilung des Landbesitzes durch die Gemeinde Gladebeck, der Rittergutsstatus ging an den Gutshof in Hettensen über. Seinen Status als selbstständige Gemeinde verlor Gladebeck am 1. März 1974 durch die Eingemeindung in die Stadt Hardegsen.

### Burg

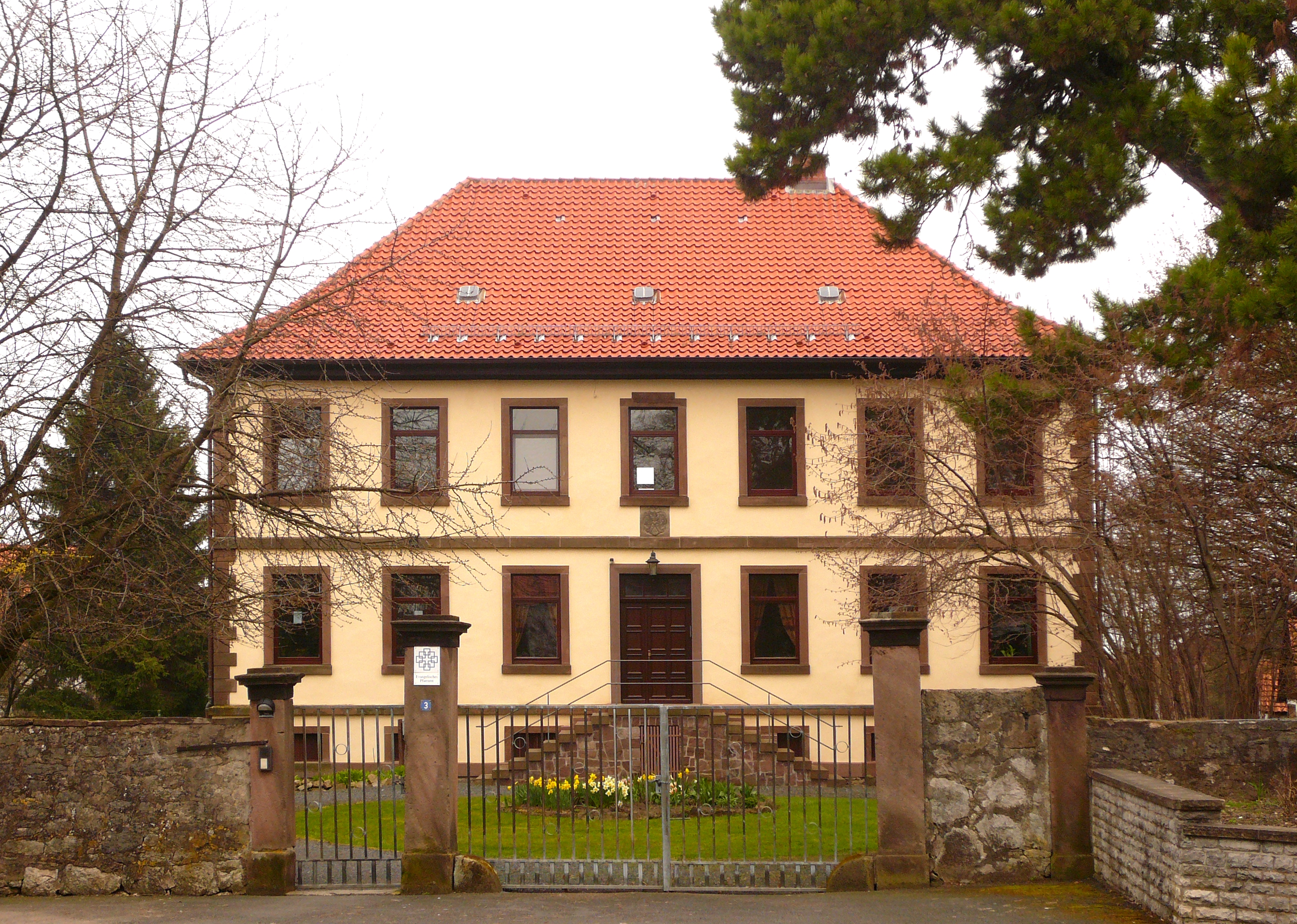
Pfarrhaus, ehemals Herrenhaus des Gutshofs an der Stelle der früheren Burg

Um das Jahr 1318 stand höchstwahrscheinlich schon die Gladebecker Wasserburg der Herzöge von Braunschweig. Ihre genaue Entstehungszeit ist unbekannt, jedoch wurde in jenem Jahr Heidenreich, genannt Strutz von Gladebeck, von Herzog Otto dem Milden von Braunschweig mit einer dominium strate regis in villa Glatteke belehnt. So ist anzunehmen, dass bereits eine Befestigung zum Schutz der Straße vorhanden war. Die erste sichere Nennung der Burg fällt in das Jahr 1447, als Herzog Otto II. von Braunschweig Gottschalk von Plesse mit dat slott to Gladebeck, inklusive Vogtei, Gericht und allem Zubehör, belehnt. Bereits 1435 sollen jedoch die Plesser die Burg für 900 Rheinische Gulden an die Herren von Uslar verlehnt haben, ebenso im Jahre 1442 an Werner von Stockheim für 700 Rheinische Gulden. Allerdings fehlen Quellen für die frühen Lehnsvergaben der Plesser. Durch eine Fehde wurde die Burg 1467 durch die Göttinger zerstört und 1553 nochmals angegriffen. Ab der Mitte des 16. Jahrhunderts trat der allmähliche Verfall der Burg ein, eine Belehnung durch Herzog Erich von Braunschweig-Calenberg an die Herren von Plesse erwähnt als Fläche lediglich noch sechs zu Burg gehörende Hufen. 1616 stellte die Burg eine Ruine dar, zum Teil existierten noch Restgebäude wie das Moshaus, Vorwerk und eine Scheune, doch bereits 20 Jahre später war auch von diesen Gebäuden nichts mehr übrig. Die Burg wurde im Dreißigjährigen Krieg zerstört und an ihrer Stelle ein Rittergut errichtet, das vom 17. Jahrhundert bis 1849 im Besitz der Familie Bodemeyer war. 1860 erwarb die Gemeinde Gladebeck den Landbesitz des Gutes, das erst 1840 errichtete Herrenhaus wurde von der Kirchengemeinde erworben und als Pfarrhaus genutzt. Ein Wallrest der Burg ist auf dem Pfarrgrundstück noch erkennbar. Heute erinnert der Flurname Auf der Burg an die frühere Wasserburg.

## Politik
Gladebeck hat einen neunköpfigen Ortsrat, der seit der Kommunalwahl 2021 ausschließlich von Mitgliedern der „Bürgerliste Gladebeck“ besetzt ist. Die Wahlbeteiligung lag bei 62,13 Prozent.

## Kultur und Sehenswürdigkeiten

### Vereine
- Freiwillige Feuerwehr Gladebeck
- Turn- und Sportverein Germania Gladebeck[10]
- Spielmannszug Gladebeck
- Schützenverein Gladebeck
- Nuts-4-Rock e. V. Gladebeck
- Verschönerungs und Heimatverein Gladebeck e. V.[11]

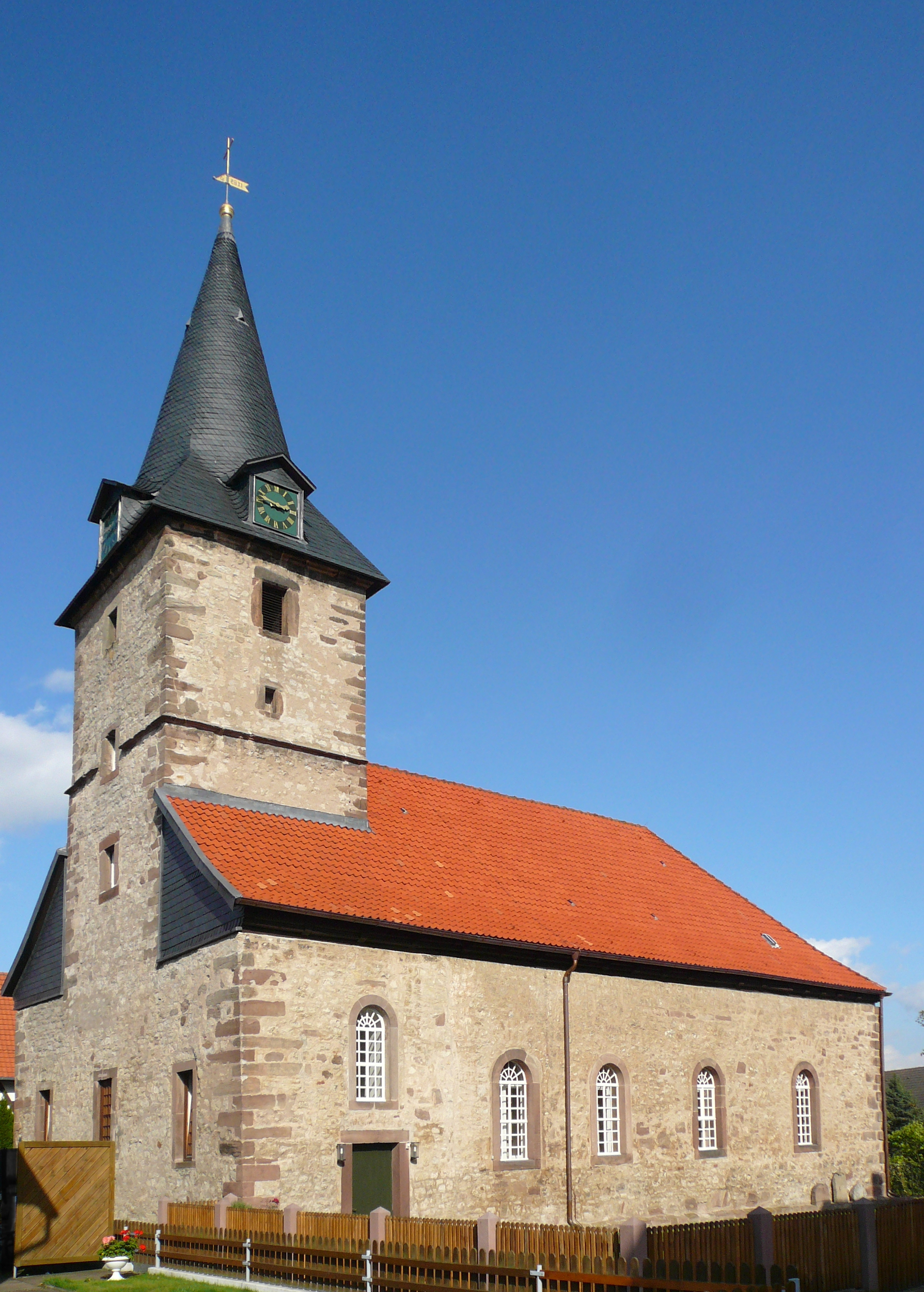
Kirche St. Nikolai

### Sehenswürdigkeiten
- Von der Weinberghütte auf dem Weinberg hat man einen weiten Blick ins Leinetal bis zum Harz.
- Das heutige Pfarrhaus wurde 1840 als Herrenhaus des Rittergutes errichtet und nach der Auflösung des Guts 1861 von der Kirchengemeinde Gladebeck erworben.
- Die evangelisch-lutherische Dorfkirche St. Nikolai ist im Kern mittelalterlich; die Unterfangung des Westturms mit Rundbogenarkaden geht in die Romanik zurück. Bei einer Erneuerung Anfang des 17. Jahrhunderts wurden die mittelalterlichen Teile im Westteil der Kirche mit einbezogen. Auch bei einer Umgestaltung im Jahr 1734, die das heutige Erscheinungsbild maßgeblich prägt, blieben mittelalterliche Baureste erhalten.[6] Das Innere ist durch einen Kanzelaltar geprägt.

### Regelmäßige Veranstaltungen
- Osterfeuer
- Fußballcamp
- Dartmeisterschaften GTC
- alljährlicher Tanz in den Mai
- Sporttage des TSV Gladebeck
- Bänkewanderung
- Weihnachtsmarkt
- Rockkonzerte

## Infrastruktur

### Verkehr
Der Ort liegt im Gebiet des Verkehrsverbundes Süd-Niedersachsen (VSN) und ist durch die Regioliner Buslinie 220 an die Orte Hardegsen, Lenglern und Göttingen angebunden.
Die nächstgelegenen Bahnstationen sind in Hardegsen und Lenglern. Der nächstgelegene ICE-Bahnhof ist in Göttingen.

### Bauwerke
- Dorfgemeinschaftshaus
- Sportplatz, Bolz- und Kinderspielplatz
- Feuerwehrhaus